# Peter Gotti
Peter Gotti, alias One Eyed Pete, Petey Boy und One Eye (* 15. November 1939 in der Bronx, New York City; † 25. Februar 2021 in Butner, North Carolina) war ein New Yorker Mafioso, der als Boss der Gambino-Familie bekannt wurde. Er war der ältere Bruder des ehemaligen Gambino-Bosses John J. Gotti.

## Hintergrund
Peter Gotti wurde als Sohn von John und Fannie Gotti geboren. Peters Brüder waren John Gotti, der spätere Capo Gene Gotti, der spätere Capo Richard V. Gotti und Soldato Vincent Gotti. Peter war Vater von Peter Gotti Jr. Er war verheiratet mit Catherine Gotti. Sie lebten in Howard Beach, Queens. Peters Spitzname One Eye rührte daher, dass er auf einem Auge blind war.
Um 1960 wurde Peter Gotti Mitglied der Gambino-Familie. 1988 wurde er Vollmitglied der Familie, einer der Fünf Familien der Cosa Nostra in New York City. Sein Bruder John hatte sich 1985 an die Spitze der Familie gesetzt. John hielt ihn eigentlich nicht für geeignet, Mitglied der Mafia zu sein. Daher resultierte auch sein Spitzname „the Dumbest Don“ („der dümmste Don“). Er ernannte Peter Gotti zum Leiter des Bergin Hunt and Fish Club, einem Treffpunkt der Gambino-Familie. Außerdem diente er als Fahrer für John und Gene. 1989 wurde Peter Gotti zum Caporegime ernannt. Peter Gotti hatte einen Tarnjob bei dem New York City Department of Sanitation.

## Aufstieg
Trotz seiner geringen Reputation arbeitete sich Peter nach oben. Als John und Gene ins Gefängnis mussten, vermittelte er deren Befehle an die Familie weiter. 1999 wurde er sogar acting boss der Familie, nachdem acting boss John A. Gotti ins Gefängnis musste. Unterstützt wurde er durch die Capi Nicholas „Little Nick“ Corozzo und John „Jackie Nose“ D’Amico. Im Tagesgeschäft teilten sich die Drei die Macht. Peter Gotti vertrat die Gambinos bei einem Treffen der Commission, dem obersten Exekutivrat der amerikanischen Mafia, im Jahre 2000.
Ende 2001 oder Anfang 2002 wurde Peter Gotti offizieller Boss, nachdem sein Bruder im Gefängnis gestorben war.

## Verurteilung und Haft
Im Juni 2002 wurde Peter Gotti wegen diverser Vergehen angeklagt und eine Geliebte gestand öffentlich ihre Affäre mit ihm. Er brach daraufhin die Beziehung ab und sie starb durch Suizid. Catherine Gotti reichte 2002 nach 42 Jahren Ehe die Scheidung ein.
2003 wurde Peter Gotti wegen Erpressung und Geldwäsche in Brooklyn und Staten Island und wegen der versuchten Erpressung des Schauspielers Steven Seagal verurteilt. 2004 erhielt er weitere neun Jahre Haft. Insgesamt erhielt Peter Gotti 20 Jahre Haft. Im Dezember 2004 wurde Anklage gegen Peter Gotti erhoben, da er die Ermordung des Kronzeugen Salvatore „Sammy the Bull“ Gravano gegen seinen Bruder John Gotti in Auftrag gegeben hatte. Am 27. Juli 2005 wurde er zu 25 Jahren Haft wegen der genannten Anklagepunkte verurteilt.
Peter Gotti war im Federal Correctional Complex, Butner in North Carolina untergebracht, wo er auch starb. Sein voraussichtliches Entlassungsdatum wäre der 10. September 2031 gewesen.
Im Juli 2011 behauptete der Autor Jerry Capeci, dass Domenico Cefalu Peter Gotti offiziell als Boss abgelöst habe.